# Menzel Bouzelfa
Menzel Bouzelfa (arabe : منزل بوزلفة) est une ville tunisienne du cap Bon située à une quarantaine de kilomètres au sud-est de Tunis, à l'entrée de la péninsule, et à une cinquantaine de kilomètres au nord de Nabeul. 
Rattachée au gouvernorat de Nabeul, elle constitue une municipalité comptant 18 551 habitants en 2014.
Accrochée aux contreforts de la dorsale tunisienne, la ville à vocation agricole, Menzel Bouzelfa vit de la culture de l'olivier, et accessoirement de l'arboriculture (pommiers, orangers, etc.) et de l'élevage, jusqu'à l'arrivée des Andalous au XVIIe siècle qui introduisent les cultures maraîchères et la vigne. La culture des agrumes est introduite au début du XXe siècle et voit ses superficies s'accroître au détriment des cultures anciennes. De fait, Menzel Bouzelfa devient la « capitale » des agrumes et particulièrement de l'orange « maltaise tunisienne » qui, fort réputée sur les marches extérieurs, est appréciée pour ses qualités gustatives.

## Histoire
Menzel Bouzelfa, localité située dans la région du cap Bon, est une bourgade remontant au VIIIe siècle. Elle aurait été édifiée sur les restes de l'ancienne Megalopolis, cité agricole de l'Empire carthaginois, au début du règne aghlabide à l'instar d'autres localités comme Menzel Temime. Ces deux villes auraient servi de relais importants sur la voie, activée du temps des Aghlabides et existant jusqu'à l'heure actuelle, et qui relie Tunis à Kélibia, port d'où partaient les forces maritimes aghlabides, alors dominantes en Méditerranée occidentale, à la conquête de la Sicile et du sud de l'Italie.
Si le sol de Menzel Bouzelfa regorge d'objets datant des époques phéniciennes et romaines, les objets remontant à l'époque arabe sont rares. Deux ksour existent encore et auraient servi de protection pour la ville contre les razzias. La ville devait également subir profondément l'influence andalouse fort présente dans nombre de monuments en particulier la mosquée.
Menzel Bouzelfa abrite d'ailleurs un grand nombre de monuments dédiés aux saints remontant au développement du soufisme en Tunisie (XVIIe siècle). Enfin, Menzel Bouzelfa est un foyer important de la lutte pour la libération nationale. Les montagnes proches et ses jardins servent de refuge aux combattants et au trafic d'armes. Elle est d'ailleurs classée par l'hebdomadaire français L'Express en 1952 comme un important foyer de la rébellion armée contre le protectorat français.